# Сидамон-Эристави, Валериан Владимирович
Сидамон-Эристави, Валериан Владимирович (20 июня 1889, Кварели — 29 июня 1943, Тбилиси) — грузинский советский художник, график, карикатурист, кинохудожник. Представитель грузинского авангарда в живописи, один из основоположников театрально-декоративного искусства в Грузии. Преподаватель в Тбилисской академии художеств, профессор (1838). Заслуженный деятель искусств Грузинской ССР (1943).

## Биография
Родился в Кварели в дворянской семье, принадлежавшей к грузинскому княжескому роду Сидамоновых. Двоюродный племянник Георгия Дмитриевича и Александра Дмитриевича Сидамон-Эристовых. В 1907 году был принят в Московское училище живописи, ваяния и зодчества, где занимался почти восемь лет. Среди его учителей были ведущие русские живописцы Абрам Архипов, Аполлинарий Васнецов, Н. Касаткин. Ещё в студенческие годы участвовал в театральных постановках грузинских режиссёров Александра Цуцунава и Валериана Шаликашвили.

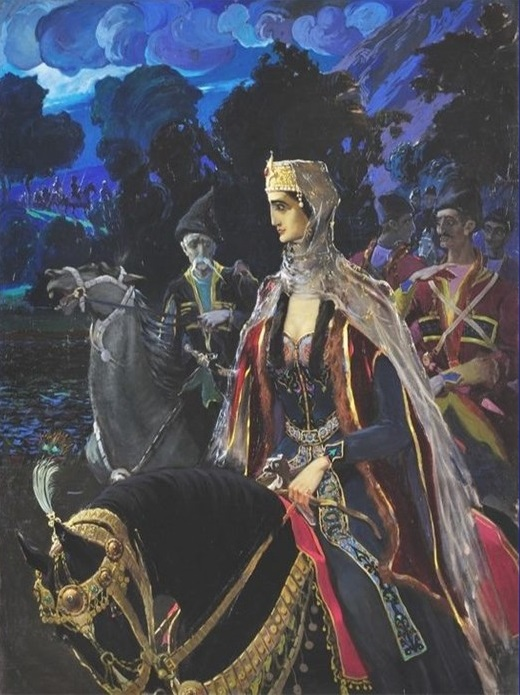
Царица Тамара. 1917

В 1915 году, получив в Москве художественное образование, вернулся в Грузию и начал работать в газете «Сакартвело», где регулярно печатались его рисунки: карикатуры, бытовые сцены, аллегорические и исторические композиции. Работал в книжной иллюстрации.
Начиная с 1917 года, художник создал ряд больших полотен, посвященных событиям национальной истории. Среди них наиболее известны картины «Царица Тамара» (1917), «Первое сражение Ираклия II с лезгинами» и «Крцанисская битва» (1919).
В начале мая 1919 года Сидамон-Эристави принял участие в большой сборной выставке современных грузинских художников в здании Военно-исторического музея — Храма Славы. Организованная по инициативе Грузинского художественного общества и поддержанная новым правительством, это была первая в истории Грузии масштабная демонстрация современного грузинского искусства, включавшая около двухсот семидесяти произведений пятнадцати участников. Помимо Сидамона-Эристави в их число вошли Нико Пиросмани, Давид Какабадзе, Шалва Кикодзе, Ладо Гудиашвили, Елена Ахвледиани, Моисей Тоидзе, Георгий Габашвили, Яков Николадзе и другие. В 1922 году принял активное участие в создании, а затем и деятельности Общества грузинских художников (Тифлис, 1922—1929).
В 1918 году был приглашён художником-постановщиком во вновь созданный Грузинский театр в Тифлисе, где проработал до 1925 года. Среди его работ спектакли: «Овечий источник» («Фуэнте Овехуна») Лопе де Вега (1922), «Затмение солнца в Грузии» Зураба Антонова (1923) в постановке Коте Марджанишвили, с которым он неоднократно сотрудничал. Одновременно оформлял спектакли в Театре оперы и балета: первая постановки оперы Захария Палиашвили «Даиси» («Закат») (1923), опера Димитрия Аракишвили «Шота Руставели» (1924).
Начиная с середины 1920-х годов Сидамон-Эристави один из первых среди грузинских художников начинает писать работы на историко-революционную тематику («Восстание гурийских крестьян», 1925; «Убийство Кецховели», 1927). Позднее в его творчестве появляются сюжеты, посвященные Красной Армии и индустриализации. На крупных художественных выставках экспонируются его картины «Бакинские нефтепромыслы» (1935), «Товарищ Сталин на митинге бакинских рабочих нефтяников. 1908 г.» («Вышки зашевелились») и «Орджоникидзе среди нефтяников-стахановцев». В 1939 году Валериан Сидамон-Эристави становится главным художником грузинского павильона на Всесоюзной сельскохозяйственной выставке в Москве. Последней картиной художника, который очень любил и умел изображать лошадей, стали «Скачки на колхозных полях» (1941).
С 1922 по 1935 год работал кинохудожником. Его работы можно было увидеть в  более чем двадцати фильмах, в том числе «Ханума» (1926), «Княжна Мери» (1926), «Трубка комунара» (1929), «Моя бабушка» (1929). Участвовал в создании первого звукового грузинского фильма «Последний маскарад» Михаила Чиаурели, премьера которого состоялась 25 октября 1934 года.
С 1925 по 1943 год преподавал в Грузинской Академии художеств, в 1938 году был избран её профессором. Среди его учеников — заслуженный художник Армянской ССР Мкртич Камалян (1915—1971), народная художница Грузии Анна Шаликашвили (1919—2004).
Был женат на народной артистке Грузинской ССР Анастасии Васильевне Абашидзе. Сын Тенгиз (1917—?), внучка Эсмеральда (1954 г.р.).
Скончался в 1943 году в Тбилиси.
Работы художника находятся в собраниях музеев России и Грузии, в том числе в Музее Востока, Музее искусств Грузии, Дворце искусств Грузии и других.

## Фильмография
- Христинэ (1916)
- Сурамская крепость (1922)
- У позорного столба (1923)
- Разбойник Арсен (1923)
- Намус (1926)
- Княжна Мери (1926)
- Ханума (Кето и Котэ) (1926)
- Натела (1926)
- Гюлли (1927)
- Закон и долг (1927)
- Бэла (1927)
- В трясине (1927)
- Гоги Ратиани (1927)
- Первая и последняя (1927)
- Осиное гнездо (1927)
- Закон гор (1927)
- Два охотника (1927)
- Два шалуна (1927)
- Навстречу жизни (1928)
- Верхом на Хольте (1928)
- Казаки (1928)
- Гоги — отважный лётчик (1928)
- Овод (1928)
- Моя бабушка (1929)
- Трубка коммунара (фильм) (1929)
- Рельсы гудят (1929)[7].